# Bat Cave Falls
Die Bat Cave Falls sind ein kleiner Wasserfall auf der Karibikinsel St. Lucia. 

## Geographie
Der Wasserfall ist einer aus einer ganzen Reihe von Kaskaden, die am Oberlauf, in der Schlucht des Doree River liegen. Er ist eines der Wanderziele im Grenzgebiet der Quarter (Distrikte) Choiseul und Laborie. Er liegt auf einer Höhe von ca. 250 m. Südlich und unterhalb liegen Devil’s Falls, The Holy Grail Falls und De Briel Waterfall. Weiter oberhalb am Fluss liegt Boulder Falls.